# NGC 475
NGC 475 је елиптична галаксија у сазвежђу Рибе која се налази на NGC листи објеката дубоког неба.
Деклинација објекта је + 14° 51' 42" а ректасцензија 1h 20m 1,9s. Привидна величина (магнитуда) објекта NGC 475 износи 15,0 а фотографска магнитуда 16,0. NGC 475 је још познат и под ознакама IC 97, NPM1G +14.0045, PGC 4796.